# Tajanov (Klatovy)
Tajanov je vesnice, část města Klatovy ve stejnojmenném okrese v Plzeňském kraji. Nachází se asi tři kilometry západně od Klatov. Tajanov leží v katastrálním území Tajanov u Tupadel o rozloze 2,19 km².

## Historie
První písemná zmínka o vesnici pochází z roku 1650.
Ocelový most řeku Úhlavu u Tajanova zhotovila v roce 1911 firma Škoda Klatovy.[zdroj⁠?!]

## Obyvatelstvo
| Rok            | 1869 | 1880 | 1890 | 1900 | 1910 | 1921 | 1930 | 1950 | 1961 | 1970 | 1980 | 1991 | 2001 | 2011 | 2021 |
| -------------- | ---- | ---- | ---- | ---- | ---- | ---- | ---- | ---- | ---- | ---- | ---- | ---- | ---- | ---- | ---- |
| Počet obyvatel | 176  | 192  | 187  | 185  | 214  | 230  | 234  | 173  | 186  | 171  | 154  | 204  | 226  | 271  | 306  |
| Počet domů     | 30   | 31   | 31   | 29   | 32   | 33   | 37   | 46   | 48   | 45   | 48   | 62   | 69   | 91   | 98   |

## Obecní správa
Při sčítání lidu v letech 1850–1960 Tajanov byl samostatnou obcí v okrese Klatovy. V letech 1961–1979 byl částí obce Tupadly v okrese Klatovy. Od 1. ledna 1980 je částí města Klatovy ve stejnojmenném okrese.

## Pamětihodnosti
- Kaple svatého Jana Nepomuckého
- Na vrchu Husín se nachází mohylové pohřebiště tvořené nejméně padesáti mohylami. Většinu z nich v letech 1885–1897 prokopal Karel Hostaš. Mohyly mají kamenité nebo hlinité násypy a většina jich obsahovala žárové hroby z období mohylových kultur střední doby bronzové, byť do některých mohyl se pohřbívalo i později.[8]

## Osobnosti
Mezi slavné rodáky a obyvatele patří jeden z nejúspěšnějších českých vytrvalostních běžců Vlastimil Zwiefelhofer.

## Další fotografie

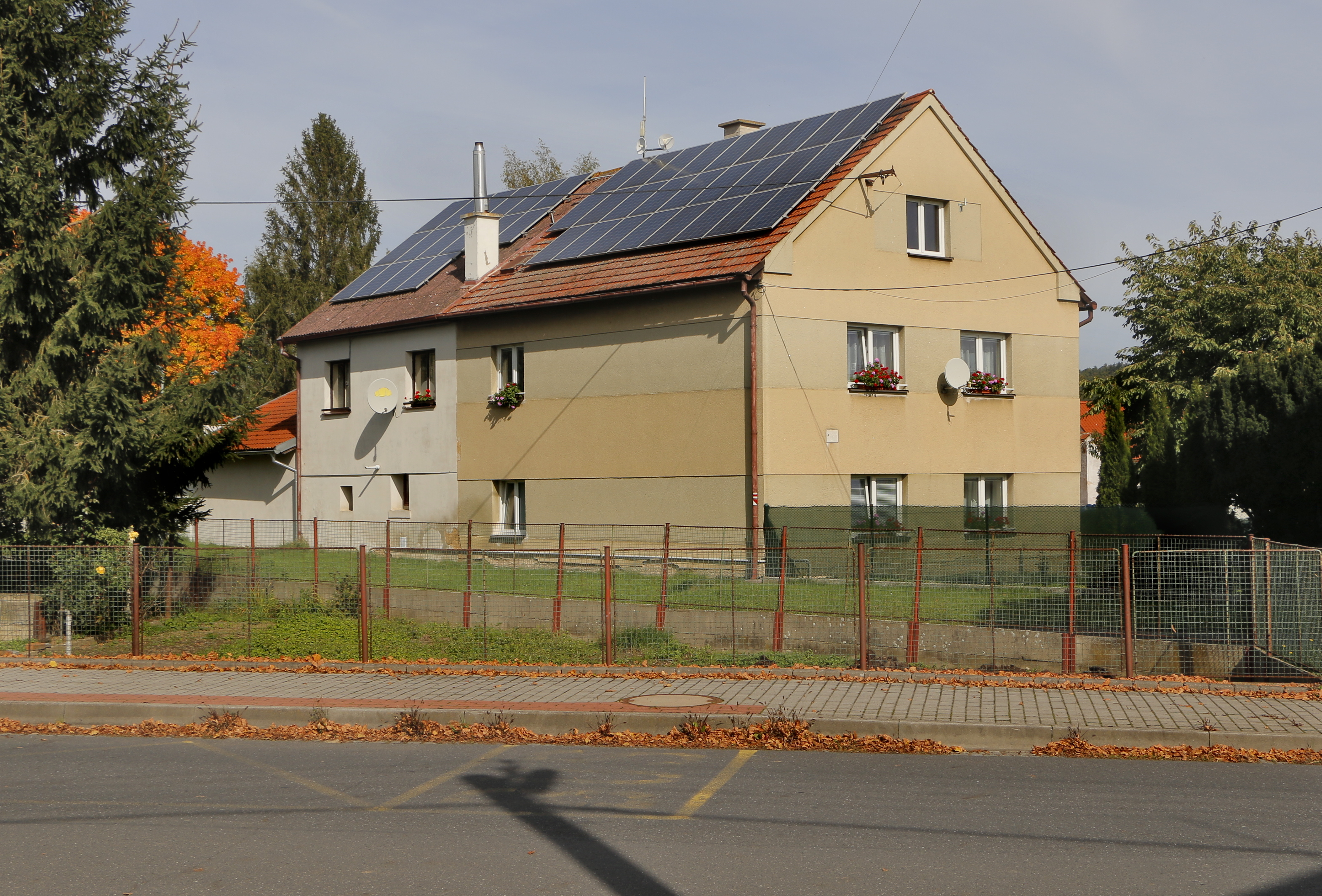
Bytovky v západní části vsi
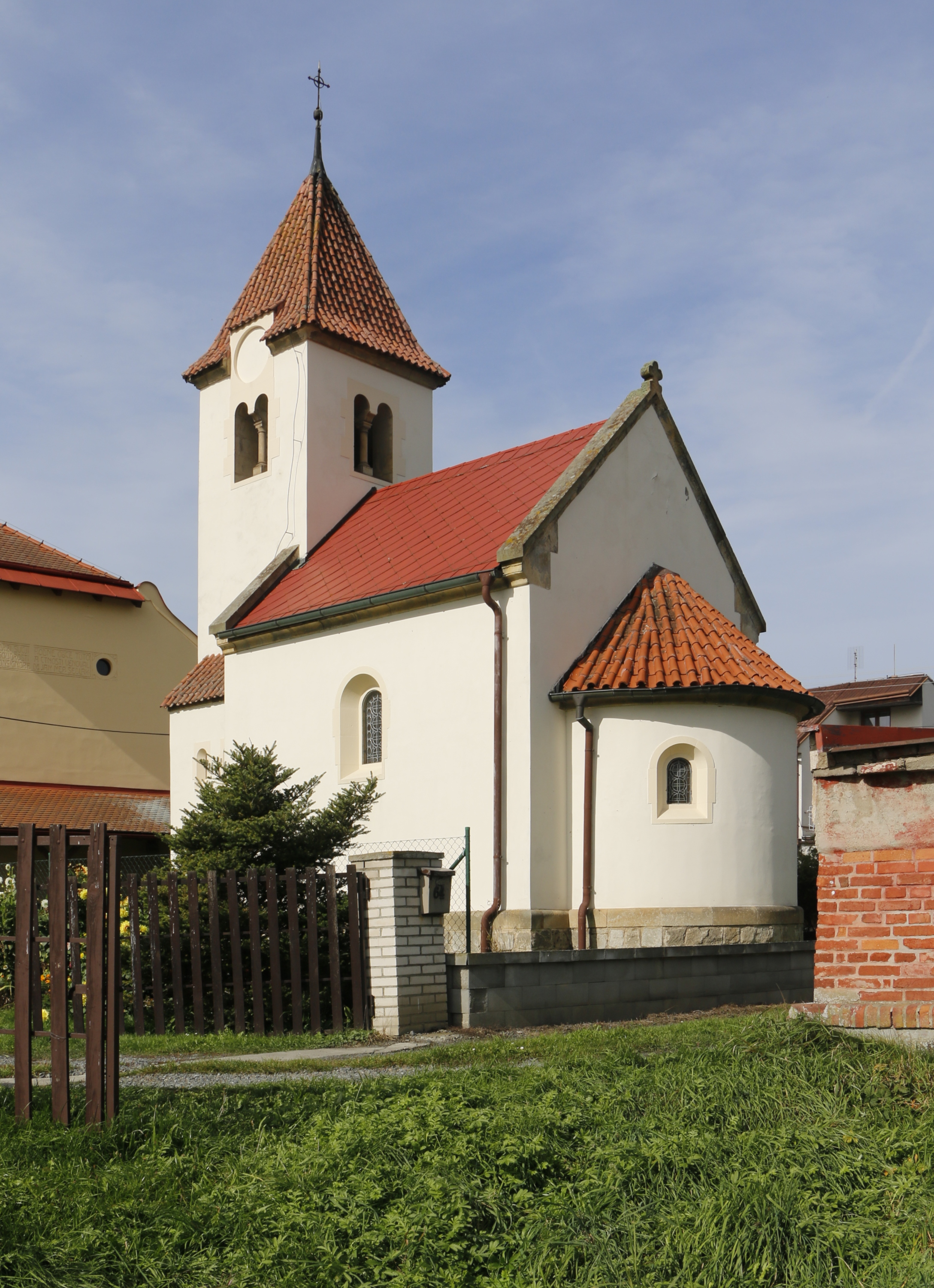
Kaple svatého Jana Nepomuckého
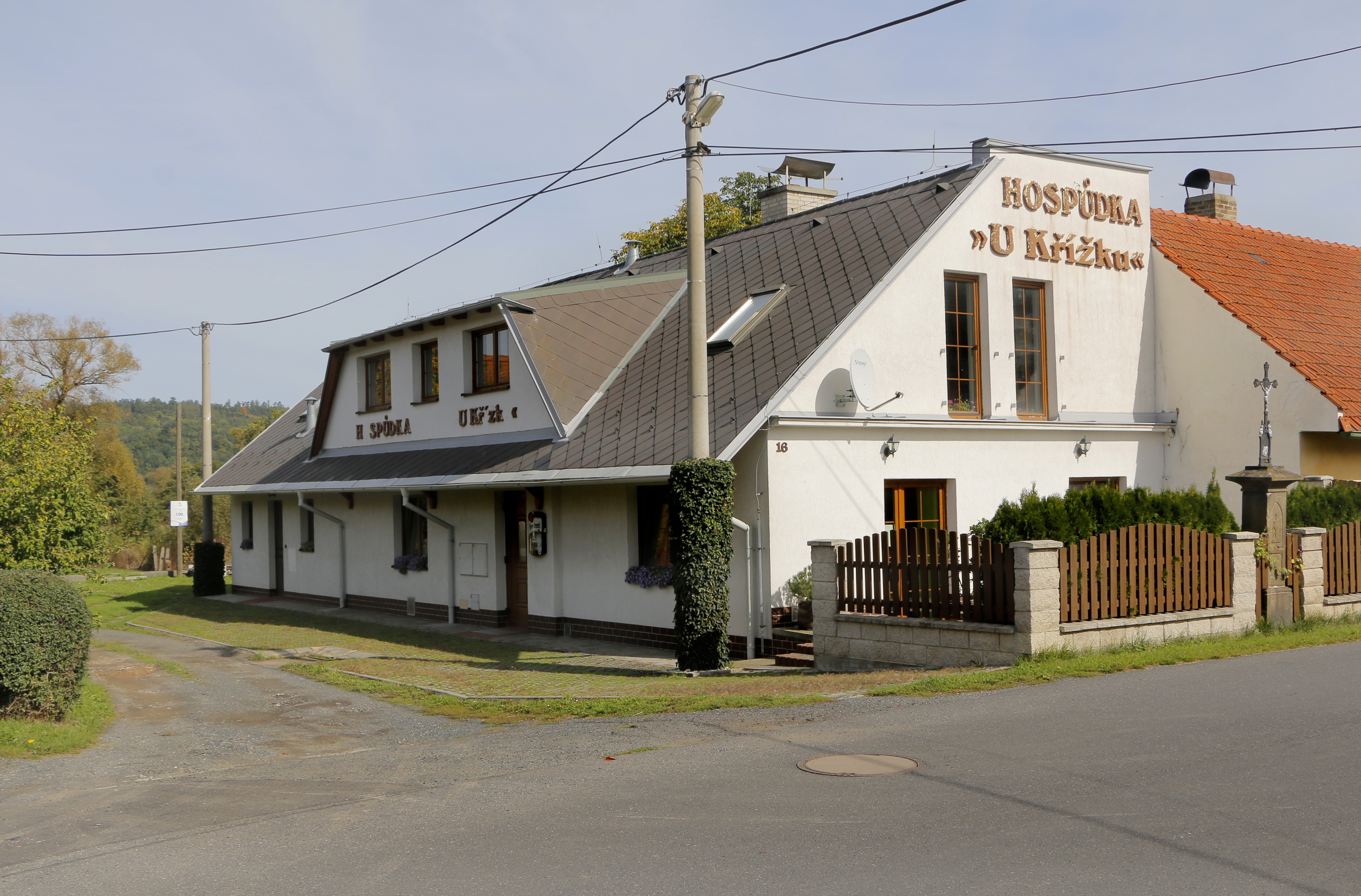
Místní hospoda
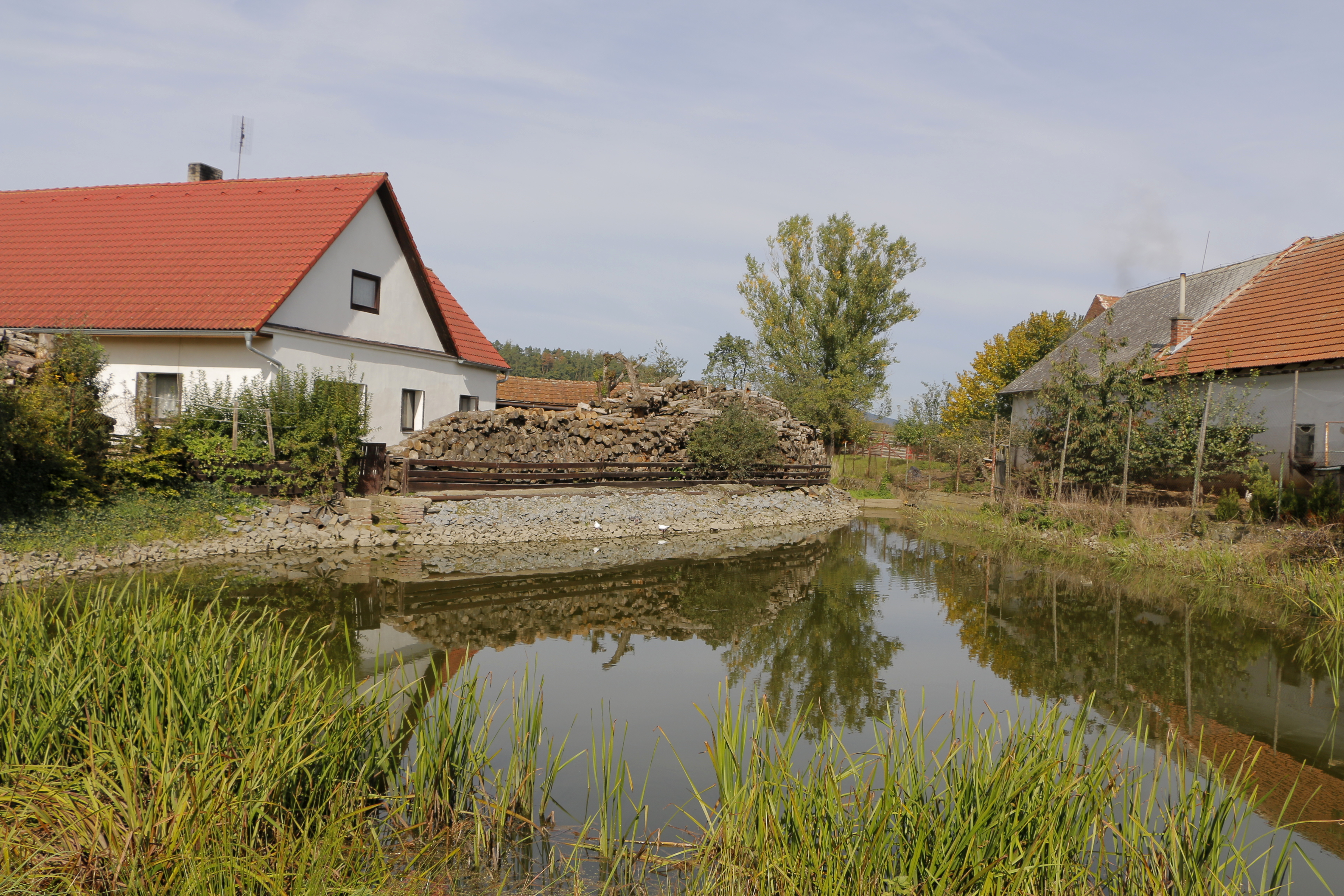
Rybník na Tupadelském potoce